# Krasnenskij rajon
Il Krasnenskij rajon (in russo Красненский район Белгородской области?) è un rajon dell'Oblast' di Belgorod, nella Russia europea; il capoluogo è Krasnoe. Istituito nel luglio del 1928, ricopre una superficie di 851,9 chilometri quadrati.